# Diaolou
Les diaolou són torres fortificades de diversos pisos, construïdes normalment amb formigó armat. Es troben sobretot a Kaiping, a la província xinesa de Guangdong, així com a Enping, Taishan i Xinhui.

## Patrimoni de la Humanitat
Les diaolou constitueixen un exemple de fusió complexa i brillant de les formes estructurals i decoratives de la Xina amb les d'Occident. Són un exponent de l'important paper exercit pels emigrats de Kaiping en el desenvolupament de diversos països de l'Àsia Meridional, Australàsia i Amèrica del Nord a finals del segle xix i principis del XX. Hi ha quatre conjunts de diaolou i en la Llista del Patrimoni Mundial s'han inscrit les vint més representatives. Els edificis són de tres classes: torres comunals, construïdes conjuntament per diverses famílies i utilitzades com refugis temporals; torres residencials, construïdes per famílies benestants i utilitzades com a habitatges fortificades; i torres sentinelles. Construïdes amb pedra, tova, maó o formigó, aquestes construccions són fruit d'una fusió complexa de l'estil arquitectònic xinès amb l'occidental. Les diaolou, que s'harmonitzen perfectament amb el paisatge circumdant, són un testimoni del florent període final d'una tradició arquitectònica local sorgida en l'època dels Ming com a reacció al bandolerisme regnant a la regió.
Les diaolou de Kaiping i els dels voltants figuren des de l'any 2007 a la llista de llocs Patrimoni de la Humanitat de la Unesco.

## Història
Els primers diaolou es van construir durant els inicis de la dinastia Qing, arribant al seu apogeu entre els anys 1920 i 1930 quan hi havia més de tres mil. se'n conserven 1.833 a la zona de Kaiping i prop de 500 a Taishan.
Es van utilitzar sobretot com a torres de protecció contra els atacs de bandits i lladres, encara que alguns d'ells van ser usats com a habitatges. Kaiping ha estat sempre lloc de partida d'emigrants cap a l'estranger. Molts dels membres de la diàspora xinesa tenen les seves arrels aquí.

## Principalsdiaolou
- Ruishi diaolou: es troba prop de la ciutat de Jinjiangli, Xianggang. Va ser construït l'any 1921 i és el més alt de tots, amb una altura total de nou pisos. La teulada és d'estil romà d'Orient i té una cúpula romana..
- Fangshi Denglou: va ser construït l'any 1920 i té una altura de cinc pisos. Se'l coneix com la torre de la llum, ja que en la seva part superior té un enorme reflector que actua com un far.
- Bianchouzhu Lou: (La torre inclinada), es va construir l'any 1903 a la ciutat de Nanxing. La seva altura és de set pisos i està situat enfront d'un estany.
- Li Garden, a Beiyi Xiang, va ser construït l'any 1936 gràcies a un emigrant xinès als Estats Units.
- Tianlu Lou (Torre d'èxit Celestial), situada a Yong'an li, va ser construïda l'any 1922 i és de set pisos d'alçada més un pis del terrat.

## Galeria d'imatges

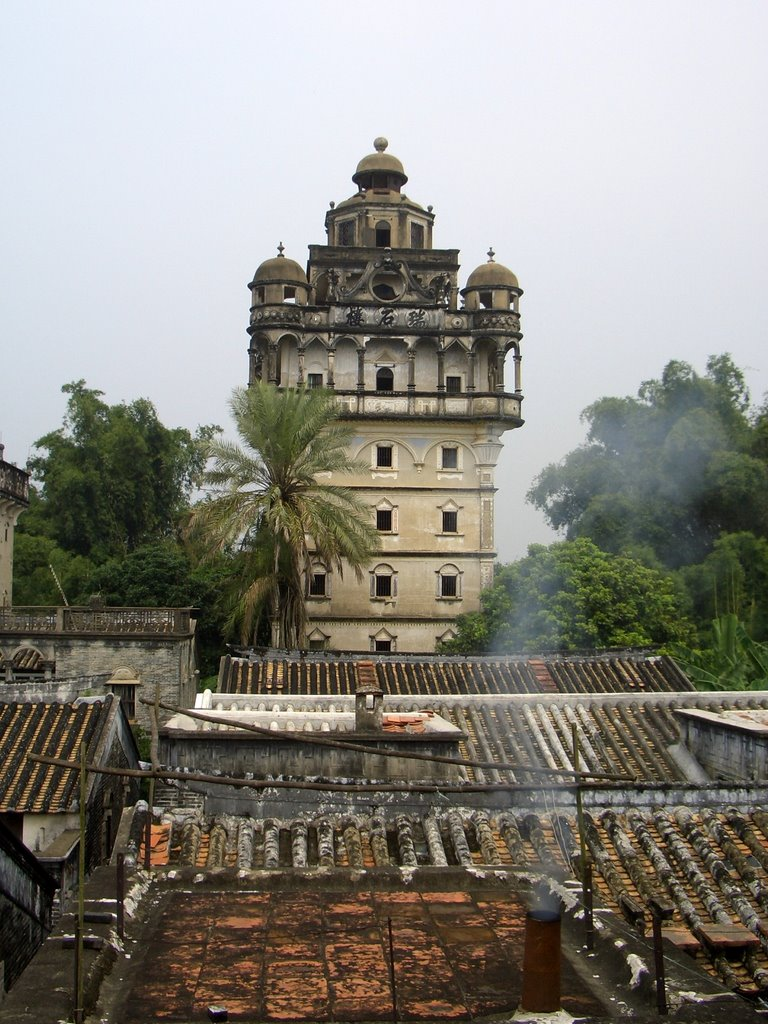
Diaolou de Kaiping
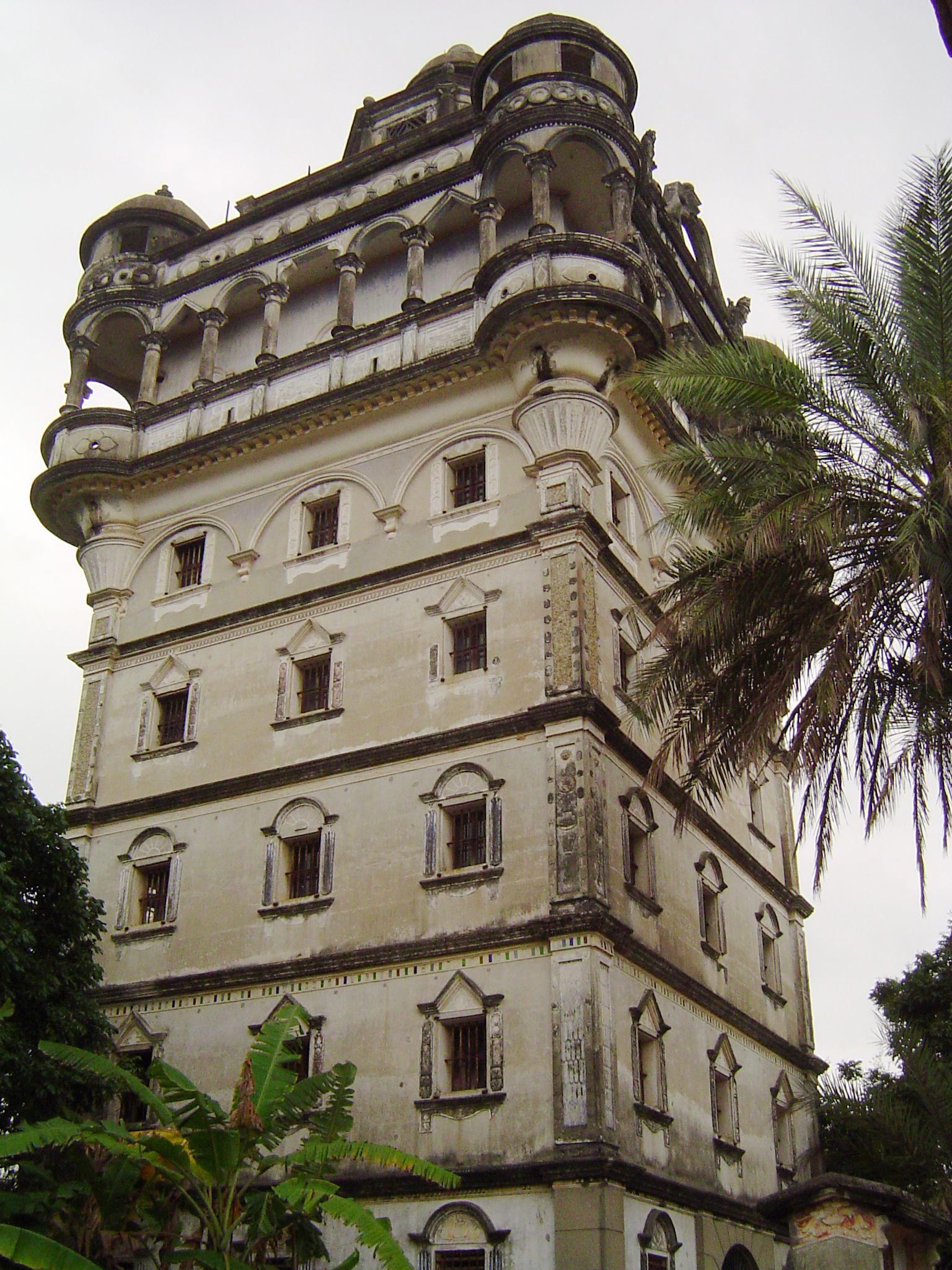
Rui Shi Lou
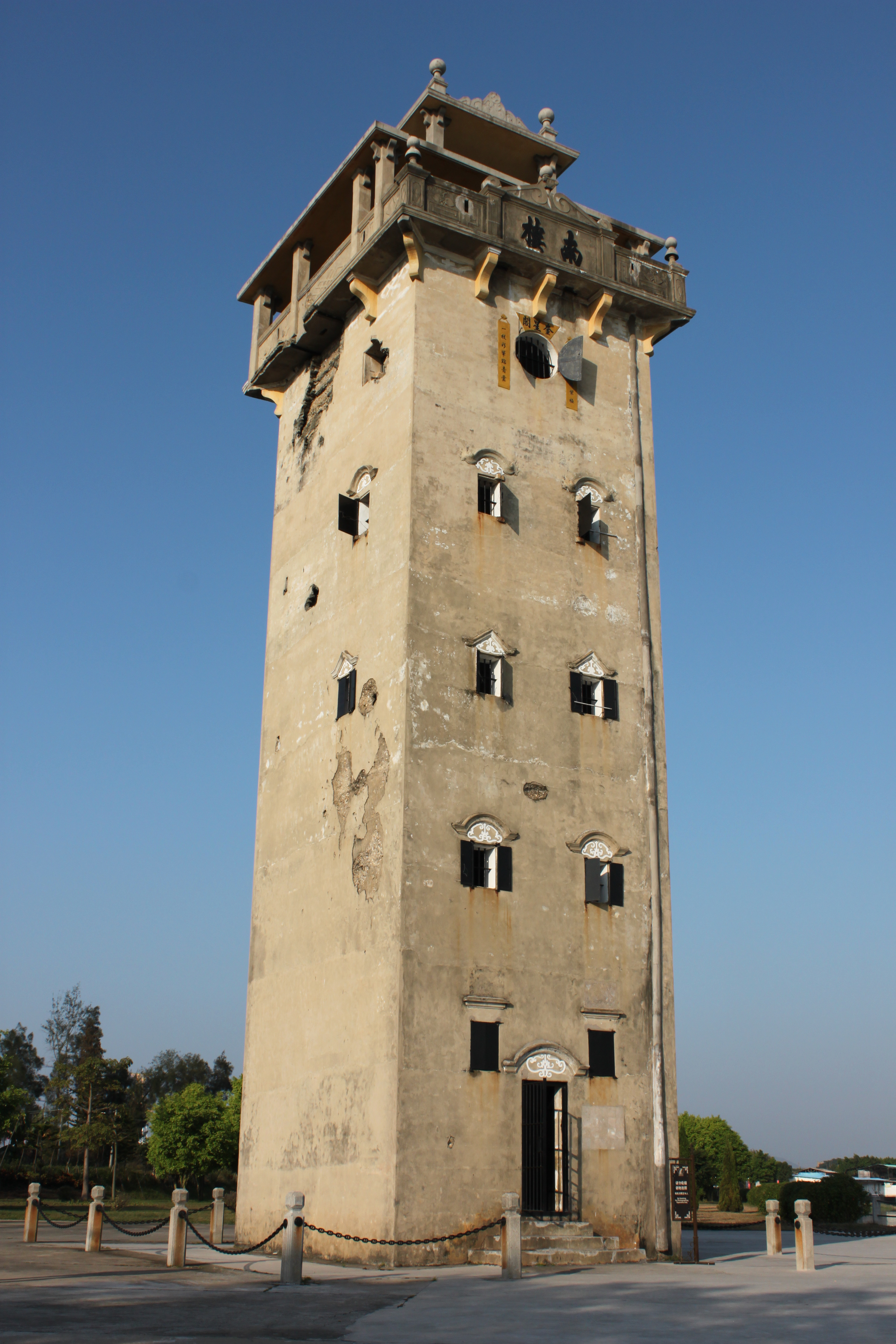
Diaolou
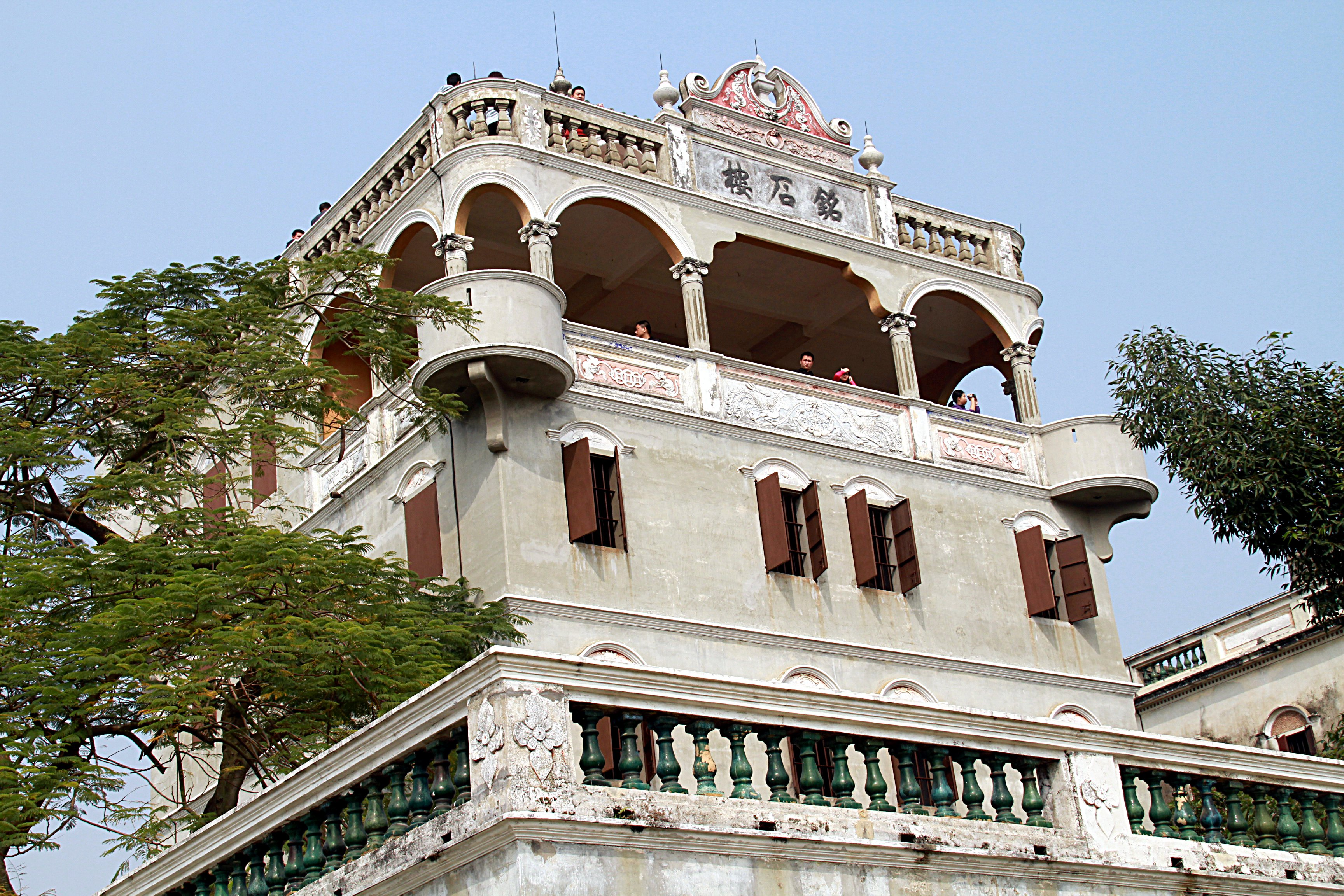
Diaolou com residència
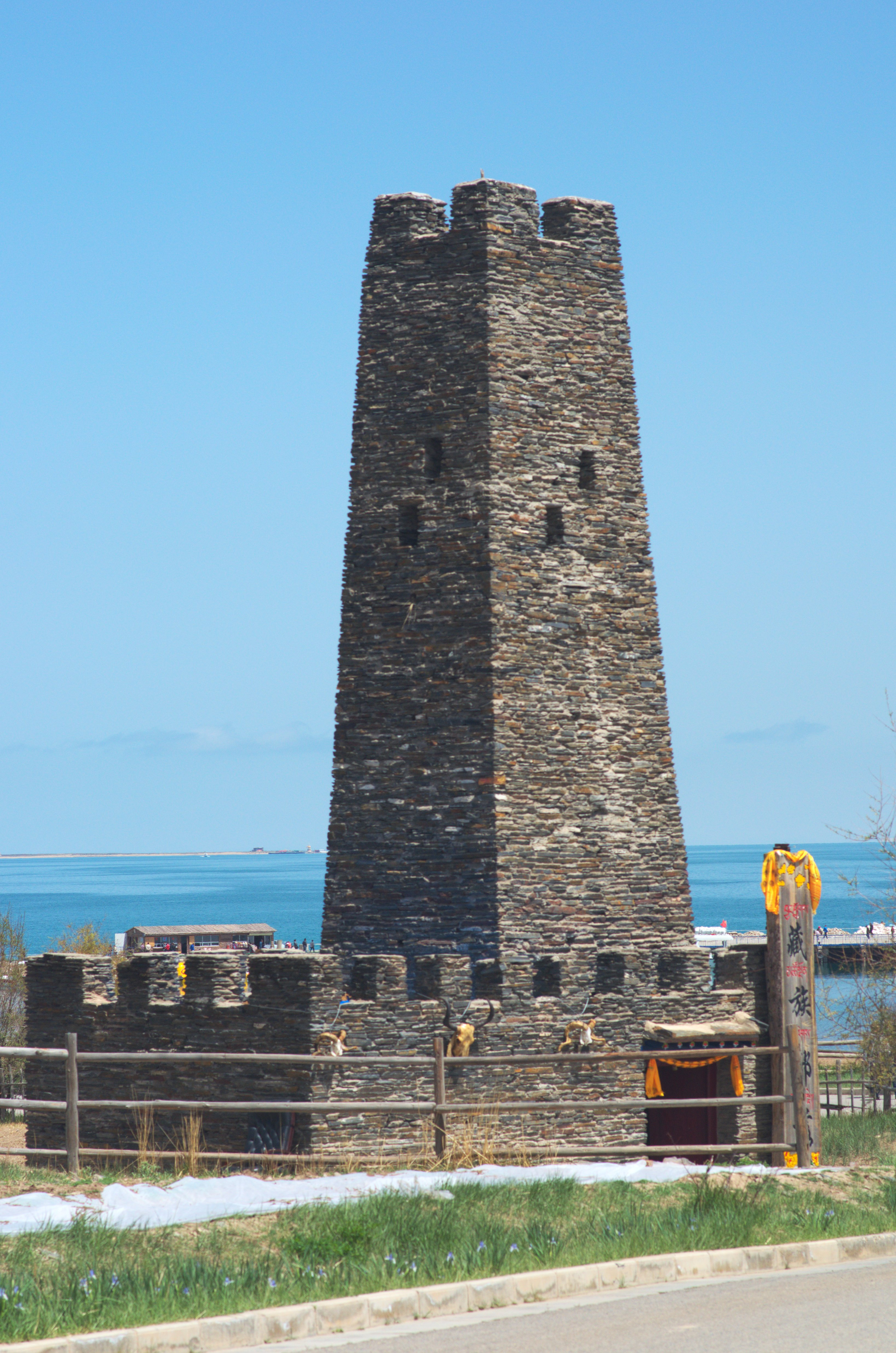
Diaolou tibetà al llac Qinghai